# St. Martin (Walkersbach)

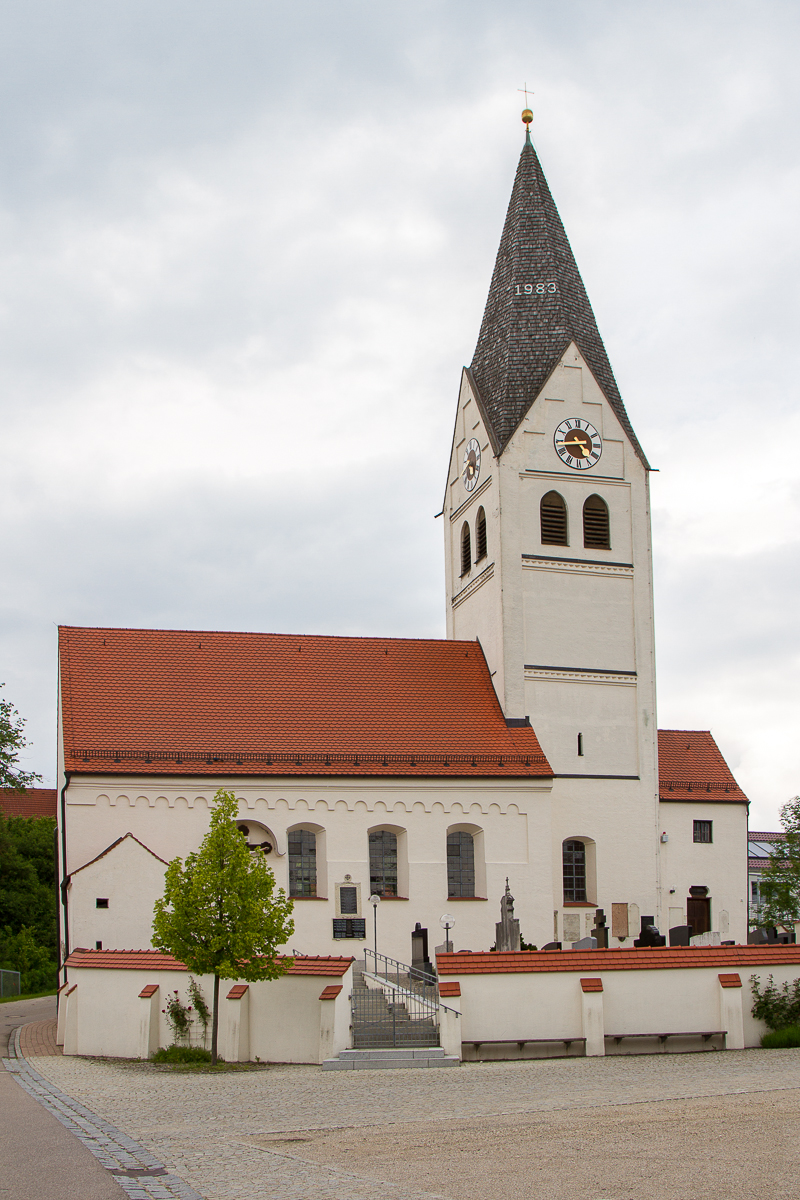
Kirche St. Martin in Walkersbach

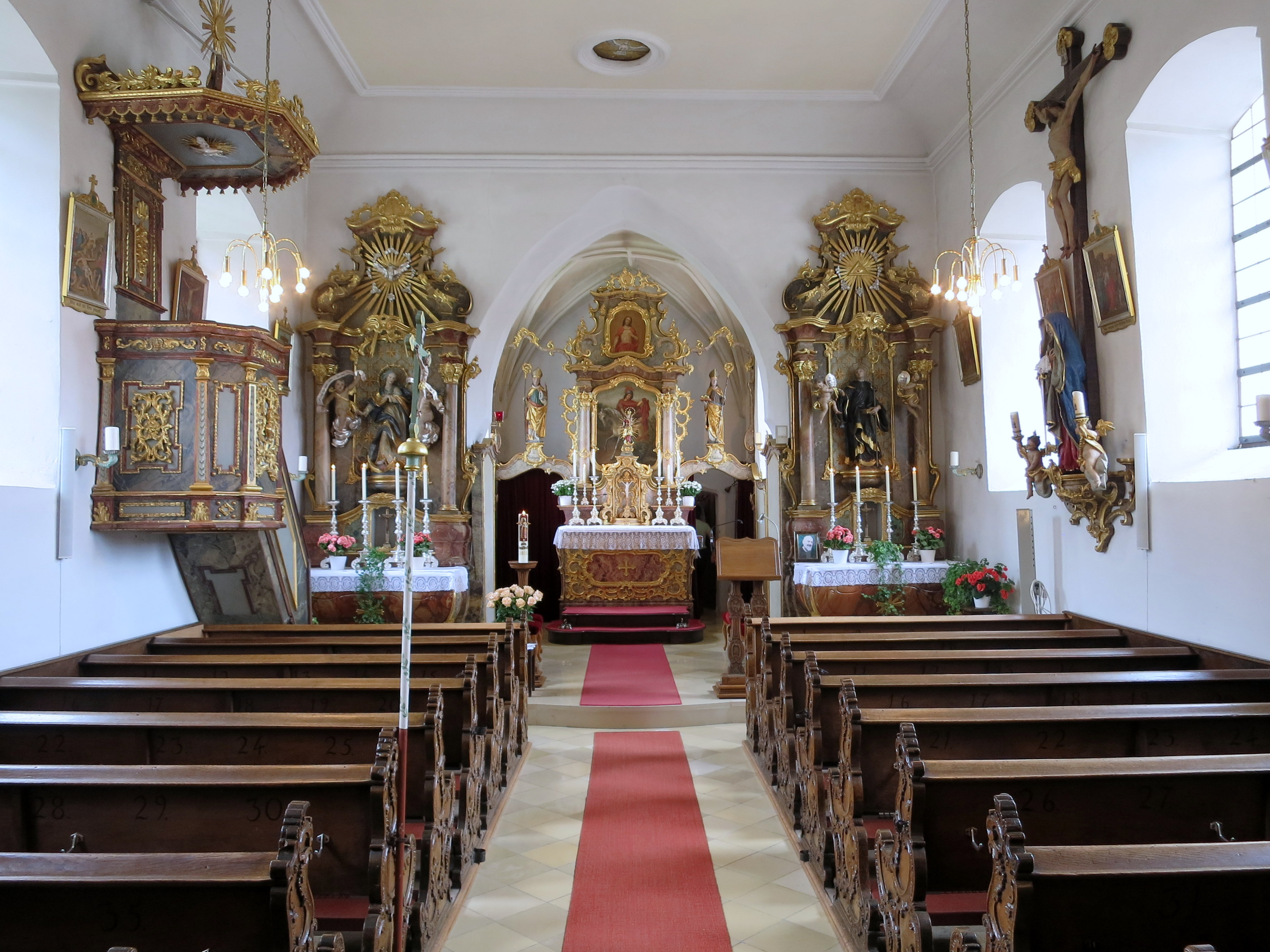
Innenansicht

Die römisch-katholische Pfarrkirche St. Martin in Walkersbach, einem Stadtteil von Pfaffenhofen an der Ilm im Landkreis Pfaffenhofen an der Ilm im bayerischen Regierungsbezirk Oberbayern, ist im Kern wohl spätromanisch. Die dem heiligen Martin gewidmete Kirche am Kirchberg 2 ist ein geschütztes Baudenkmal.

## Beschreibung
Der verputzte Satteldachbau mit Bogenfries, Chorturm mit Spitzhelm und östlichem Sakristeianbau besitzt ein flachgedecktes Langhaus und einen Chor mit Sterngewölbe. Der spätgotische Chor stammt aus der zweiten Hälfte des 15. Jahrhunderts. Die Kirche wurde im 18. Jahrhundert verändert.
Die reiche Ausstattung des Rokoko mit drei Altären stammt aus dem dritten Viertel des 18. Jahrhunderts. Im Hochaltar stehen spätgotische Figuren des heiligen Wolfgang und des heiligen Nikolaus. Die Kanzel wurde um 1700 geschaffen. Die Stuhlwangen und die Chorschranken sind mit reicher Rocailleschnitzerei gestaltet.